# 骆亦粟
骆亦粟（1929年—），山东济南人，中华人民共和国外交官，曾任中华人民共和国驻塞浦路斯共和国特命全权大使。

## 生平
1946年，入读齐鲁大学政治经济系。1947年，考入北京大学经济系。1950年毕业，公派波兰留学。1953年回国，此后长期在外交部苏联东欧司和驻波兰大使馆任职。1974年，任驻巴西大使馆二等秘书，参与建馆。1977年，调任驻波兰大使馆，负责研究室工作。1983年3月，出任中华人民共和国驻革但斯克总领事。1986年1月，出任中华人民共和国驻塞浦路斯大使。1988年4月，自驻塞浦路斯大使离任。